# 8997 Davidblewett
A 8997 Davidblewett (ideiglenes jelöléssel (8997) 1981 ES14) a Naprendszer kisbolygóövében található aszteroida. Schelte J. Bus fedezte fel 1981. március 1-jén.